# ポモナ・カレッジ
ポモナ・カレッジ（英語: Pomona College）は、アメリカ合衆国・カリフォルニア州クレアモント市に本部を置くアメリカ合衆国のリベラルアーツ大学。1887年創立、1887年大学設置。

## キャンパス
ダウンタウン・ロサンゼルスの東56kmにあり、キャンパスの北にはサンガブリエル山脈が連なる。クレアモント・カレッジズ・コンソーシアムの5つの大学の1つである。残り4つのカレッジ、2つの大学院はそれぞれ徒歩圏内にあり横の交流が文武ともに盛んである。
学生の98％は4年間、140エーカーのキャンパス内に16ある寮のいずれかに住む。それぞれのカレッジにダイニング・ホール（学食）があり、好きなように行き来が出来る。

## 概要
徹底した少数精鋭教育が行われ、4学年合計1477名に対し、常任教授が188人と学生と教授の人数比は8：1である。１つの授業の平均学生数はわずか15名。リベラルアーツ・カレッジとして、教授は研究でなく教育に注力する。
ポモナ・カレッジでは理系・文系あわせて48分野の専攻、600もの授業が提供されている。また、どのカレッジに属していてもクレアモント・カレッジズ全体の2700の授業が受講できる。たとえば、ポモナ・カレッジの生徒がハーベイ・マッド・カレッジのサイエンス系のクラスを取るということが可能である。
また海外34か国の他大学で学ぶ環境が整っており、ほぼ半数の学生が、4年間のうち1セメスター～1年間を海外で学ぶ。
2018年の統計では、80%の学生が卒業後10年以内に大学院に進学、もしくは修士号の取得を完了している。博士号の取得率は全国で14位で、進学先大学院として最も多かったのはスタンフォード大学、2位コーネル大学、3位がペンシルバニア大学だった。
またメディカルスクールへの合格率は85％であり、全米平均32％と比較して突出している。

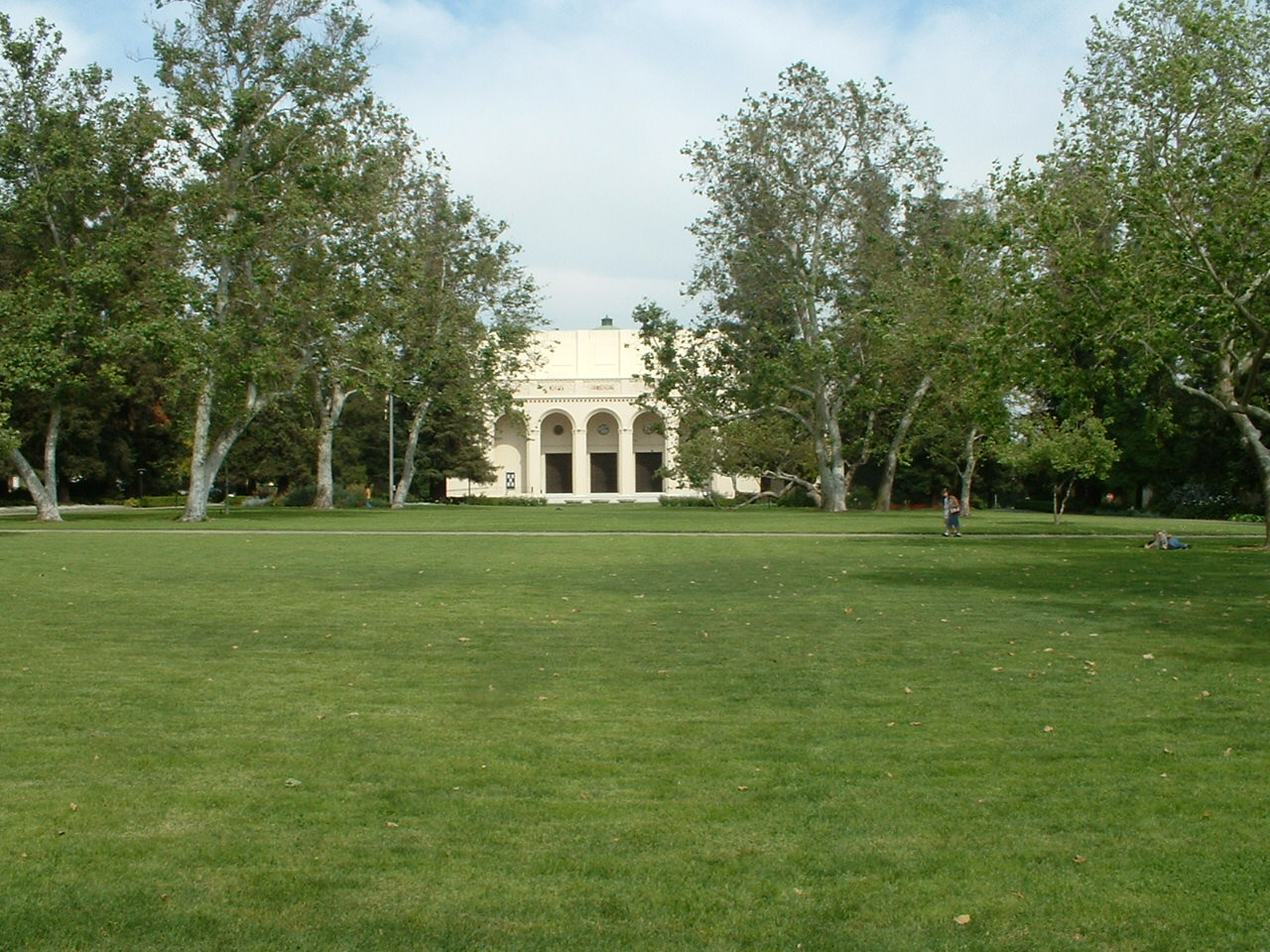
Bridges Auditorium

## 潤沢な資金力
非常に小さい大学ながら $2.1 billion (約2200億円)の基金を有し、学生１人あたり資金力では2017年度で全米6位、リベラルアーツ・カレッジでは全米１位だった。この潤沢な資金力により、スカラーシップ（奨学金）を受ける生徒の受給金額は、1人あたり1年間で 平均$54,930 (約640万円）と大学は発表している。

## Admissions
ポモナ・カレッジの公式発表によると、Class of 2024年の合格率はわずか8.6％だった。
また合格者の90％が高校において「トップ10％以内」と判断された成績優秀者だった。合格者のSAT中央値はReading& Writing:735点、Math:760点。ACTの中央値は34。高校の成績を含め、各スコアはいずれもハーバード、スタンフォード、MITと並ぶレベルが要求された。インターナショナル生の比率は全生徒の10.5%である。

## ランキング
フォーブス  Top 25 リベラルアーツ・カレッジ 2019【1位】
フォーブス  America’s Top リベラルアーツ・カレッジ ＆ 総合大学 2017【10位】
フォーブス  America’s Top  リベラルアーツ・カレッジ ＆ 総合大学2015  【1位】
U.S.News 2018 ベストカレッジ  “Best Value Schools”  【3位】
U.S.News 2018 アメリカ・リベラルアーツ・カレッジ  【6位】
Times Higher Education  2019 ベスト リベラルアーツ・カレッジ 【3位】

## 著名な出身者
アメリカのリベラルアーツ・カレッジの中でも特に学生数が少ないポモナカレッジは、卒業生は毎年わずか350名前後である。

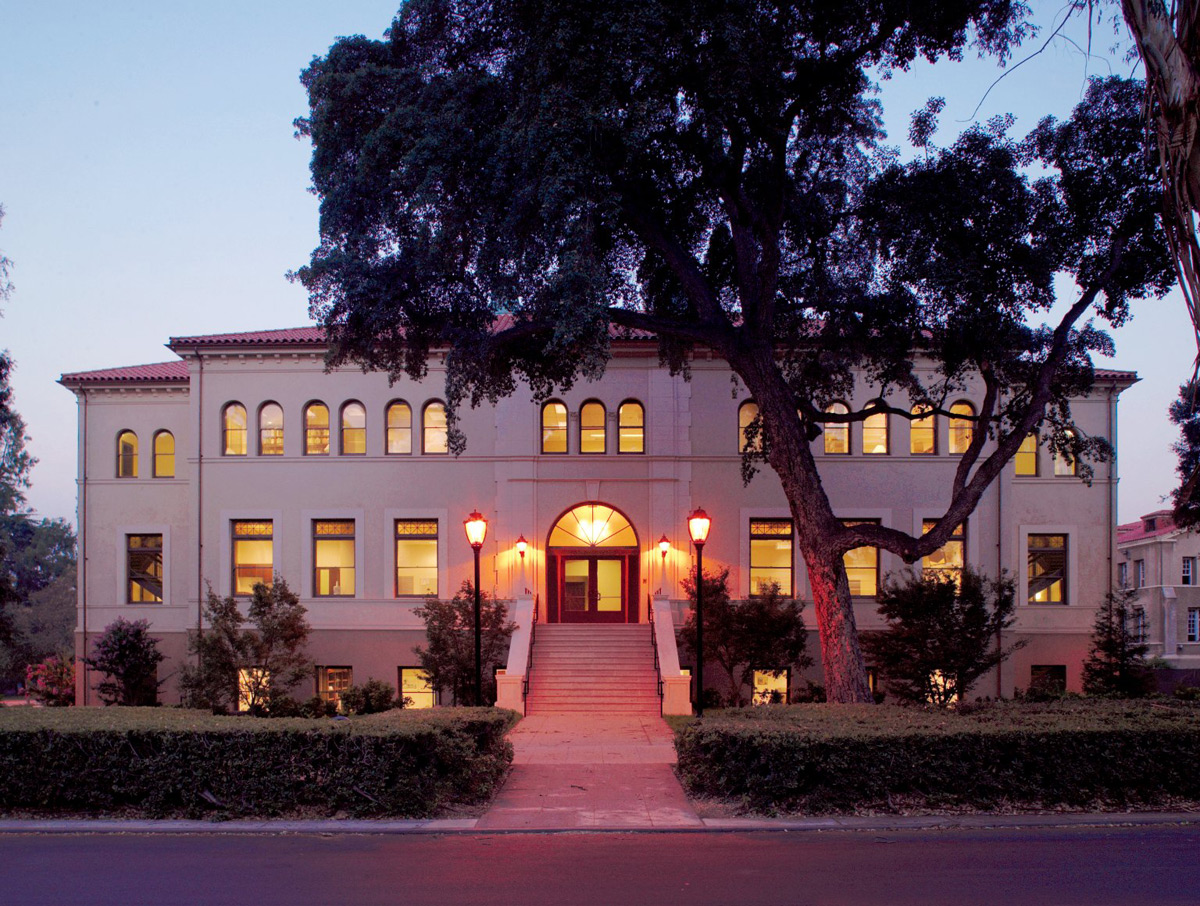
Pearsons Hall

以下は米国内外で著名な卒業生とその功績。

### 財界／産業界／慈善活動
- ラズロ・ボック：グーグル人事担当上級副社長／Humu社(AIによる人事改革）CEO（2014年よりPomona Collegeの理事も務める）
- ジョーイ・クリュグ：仮想通貨 Auger（オーガー）共同創始者（中退）
- リン・フォスター・ド・ロスチャイルド：E.L.ロスチャイルド（投資会社）会長
- バーネル・Ｈ・デヴォスJr.：プライスウォーターハウス・クーパース 共同会長（前インドネシア大統領候補 プラボウォ・スビアントの実弟）
- リチャード・フェアバンク：キャピタル・ワン・フィナンシャル・コーポレーション（米大手銀行持ち株会社）創業者／現会長
- チャールズ・スクリップス：米大手ケーブル会社スクリップス・ネットワーク 会長
- ブライアン・ホワイト：米ブラックロック（世界最大資産運用機関）チーフ投資オフィサー
- アダム・バウエン：JUUL社（電子タバコ）創業者兼CEO
- キャシー・コリソン：カリフォルニア・ナパバレー「コリソン・ヴィンヤード」創業者。世界的に高名なワイン醸造家
- クララ・ブリード：第2次世界大戦下、強制収容所の日系二世の少年少女に本を送り続けたサンディエゴ市立図書館司書
- フランク・ウェルズ：ウォルト・ディズニー・カンパニー 社長

- リビー・ゲイツ・アーミントラウト：慈善活動家。マイクロソフト創業者ビル・ゲイツの妹

### 判事／政治家／外交官

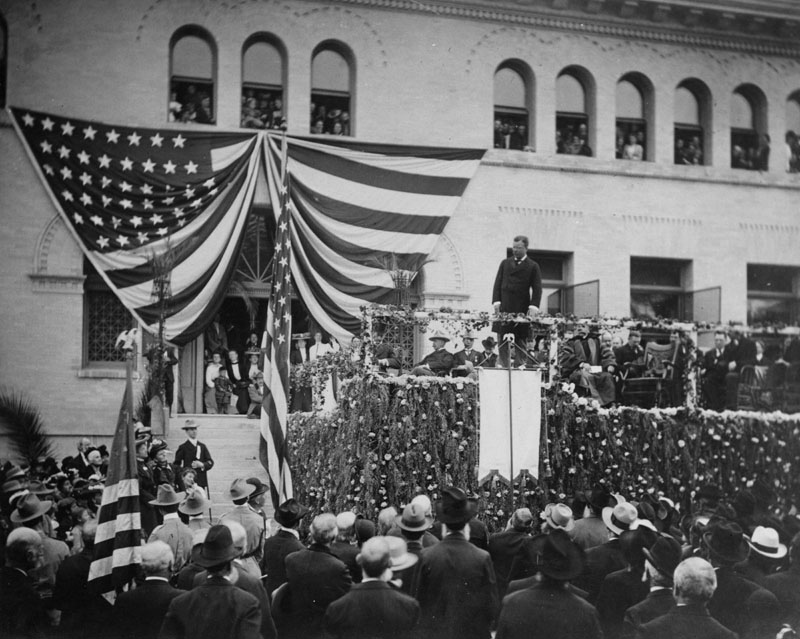
1903年のキャンパス（Pearsons Hall）と当時の米国大統領セオドア・ルーズベルト

- チャード・G・タラント：合衆国連邦控訴裁判所 判事
- ジェイムス・マーシャル・カーター：合衆国連邦控訴裁判所 判事
- ステファン・レインハード：合衆国連邦控訴裁判所 判事
- クルーズ・レイノゾ：カリフォルニア州最高裁判所 判事
- キンベリー・J・ミューラー：カリフォルニア東部地区裁判所 初の女性判事
- ジョージ・H・ウー：カリフォルニア州中部連邦地方裁判所 判事
- ハリム・ダニディナカリフォルニア州第２地区控訴裁判所判事（カリフォルニア州最初のイスラム教徒判事）
- ブライアン・シャーツ：アメリカ合衆国上院議員（民主党）
- エスター・ブリマー：合衆国連邦国際機関担当国務次官（オバマ大統領時）
- ウィリアム・B・ベイダー：合衆国連邦国務省教育文化担当次官補
- エレン・バード：ペンシルバニア州下院議員
- マーク・ウィランド：カリフォルニア州上院議員
- シルスビー・スパルイディング：ビバリーヒルズ市長
- ヒュー・S・ギブソン：第一次大戦時初のポーランド大使。ユダヤ人の人権問題に尽力
- ジュリアン・ナヴァ：メキシコ系アメリカ人としての最初の駐メキシコ大使
- マーリー・エヴァーズ：全米黒人地位向上協会 (NAACP) 議長、公民権活動家
- ジョン・ペイトン：公民権弁護士・NAACP弁護基金の会長
- ハシム・ジョヨハディクスムモ ：インドネシアの政治家。スカルノ元大統領の義甥
- ベルナルド・チャン：香港行政長官の最高諮問機関である香港行政会議の議長／アジア・フィナンシャルグループ 社長

### 科学者
- ジェニファー・ダウドナ：化学者、生物学者、ゲノム編集の第一人者。UCバークレー教授、 ハワード・ヒューズ医学研究所（HHMI）研究者。2020年ノーベル化学賞受賞
- スティーブン・クラーク：生物学者、分子学
- アン・ハーディー：タイムシェアリングシステム (TSS) 開発のパイオニア。IBM時代のスーパーコンピュータ開発でも高名で 20世紀を代表する女性コンピュータ・プログラマー
- エドウィン・C・クラップ：天文学者、天文考古学者。グリフィス天文台ダイレクター
- ミルトン・S・リビングストン：物理学者。ノーベル物理学者アーネスト・ローレンスと共同でサイクロトロン（加速器）を発明
- ロジャー・レヴェル：炭素循環研究、地球温暖化研究の世界的権威。アル・ゴア元副大統領の環境問題研究の師であった。UCサンディエゴ大学内の６つのカレッジの１つ「レヴェル・カレッジ」は彼の名からつけられた

- マシュー・K・フランクリン：数学者。ボネ＝フランクリン理論を確立した暗号学の世界的権威。パロアルト研究所、ベル研究所等を経てカリフォルニア大学アーバイン校教授。ゲーデル賞（理論計算機科学でチューリング賞と並ぶ世界権威の賞）受賞

### 教育関係
- チャールズ・エドワード・フラー：フラー神学大学創立者。牧師、ラジオパーソナリティ
- ドナルド・カーネギー・マッケナ：クレアモント・マッケナ大学（クレアモント・カレッジズ）創立者。 鉄鋼王アンドリュー・カーネギーの遠戚
- ラッセル・K・ピッツァ―：ピッツアー大学（クレアモント・カレッジズ）創立者。息子ケネス・ピッツァーはスタンフォード大学の学長
- ジョン・V・ロンバーディ：ジョンズ・ホプキンス大学 副学長 ルイジアナ州立大学学長
- エイリーン・ウィルソン・オルレアン：カラマンズ大学 学長
- チェン・ハン・セン 中国共産党創立の主要メンバーの1人。中国現代社会科学研究の祖

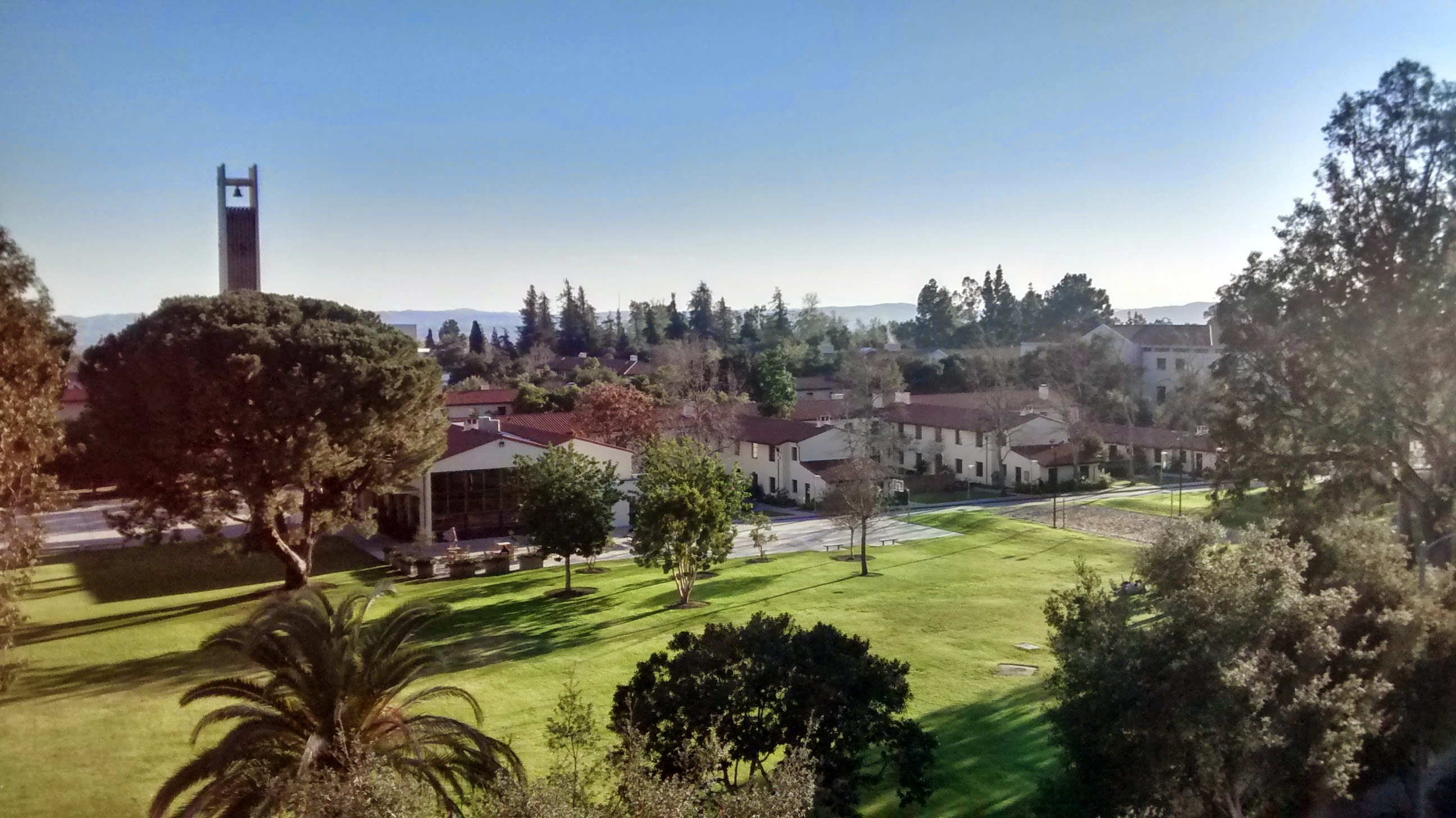
Walker Beach

### ジャーナリズム／作家／歴史家
- ビル・ケラー：NYタイムズ編集主幹 ピュリッツァー賞
- メアリー・シュミック：米紙シカゴ・トリビューン記者。ピュリッツァー賞
- ダグ・マコーネル：TVジャーナリスト
- ヴァ―リン・クリンケンボーグ：ノンフィクション作家
- ザファ・ソブハン：バングラデシュのジャーナリスト。「ダッカ・トリビューン」記者
- アシュリ・ヴァンス：NYタイムズ記者、ノンフィクション作家（「イーロン・マスク」）
- ヴィクラム・チャンドラ：インド人作家
- ギャレット・ホンゴウ：日系アメリカ人作家。ピュリッツァー賞ノミネート
- ヴェド・メータ：パキスタン人作家
- ルイ・メナンド：哲学者、米史研究者。ピュリッツアー賞
- ウィリアム・アーウィン・トンプソン：哲学者
- ポール・ファッセル：ノンフィクション作家。アメリカで最も権威のある文学賞「National Book Award」など複数受賞

### 映画／舞台／脚本
- ロイ・E・ディズニー：ウォルト・ディズニー・カンパニー最後の創業家出身の幹部。ディズニー社共同創業者ロイ・O・ディズニーの息子
- デヴィッド・S・ウォード：映画ディレクター。「メジャーリーグ」等／映画脚本は「スティング」でアカデミー賞
- リンダ・ローゼン・オブスト：映画プロデューサー。「フラッシュダンス」「コンタクト」等
- テッド・フィールド：映画プロデューサー。「ラスト・サムライ」「陽のあたる場所」等
- ロバート・タウン：脚本家「ミッション・インポッシブル」、映画監督
- ジム・テイラー：脚本家「サイドウェイズ」でアカデミー賞
- アリソン・ローゼン：ポッドキャスター、報道記者（CNN、Fox News）
- ジョージ・C・ウォルフ：劇作家、演出家、ブロードウェイミュージカルで３度のトニー賞
- ロバート・ブララック：視覚芸術プロデューサー。インダストリアル・ライト＆マジック（I.L.M.）設立者の１人。「スター・ウォーズ／Episode４」でアカデミー賞（視覚効果賞）／「The Day After」でエミー賞（視覚効果部門）

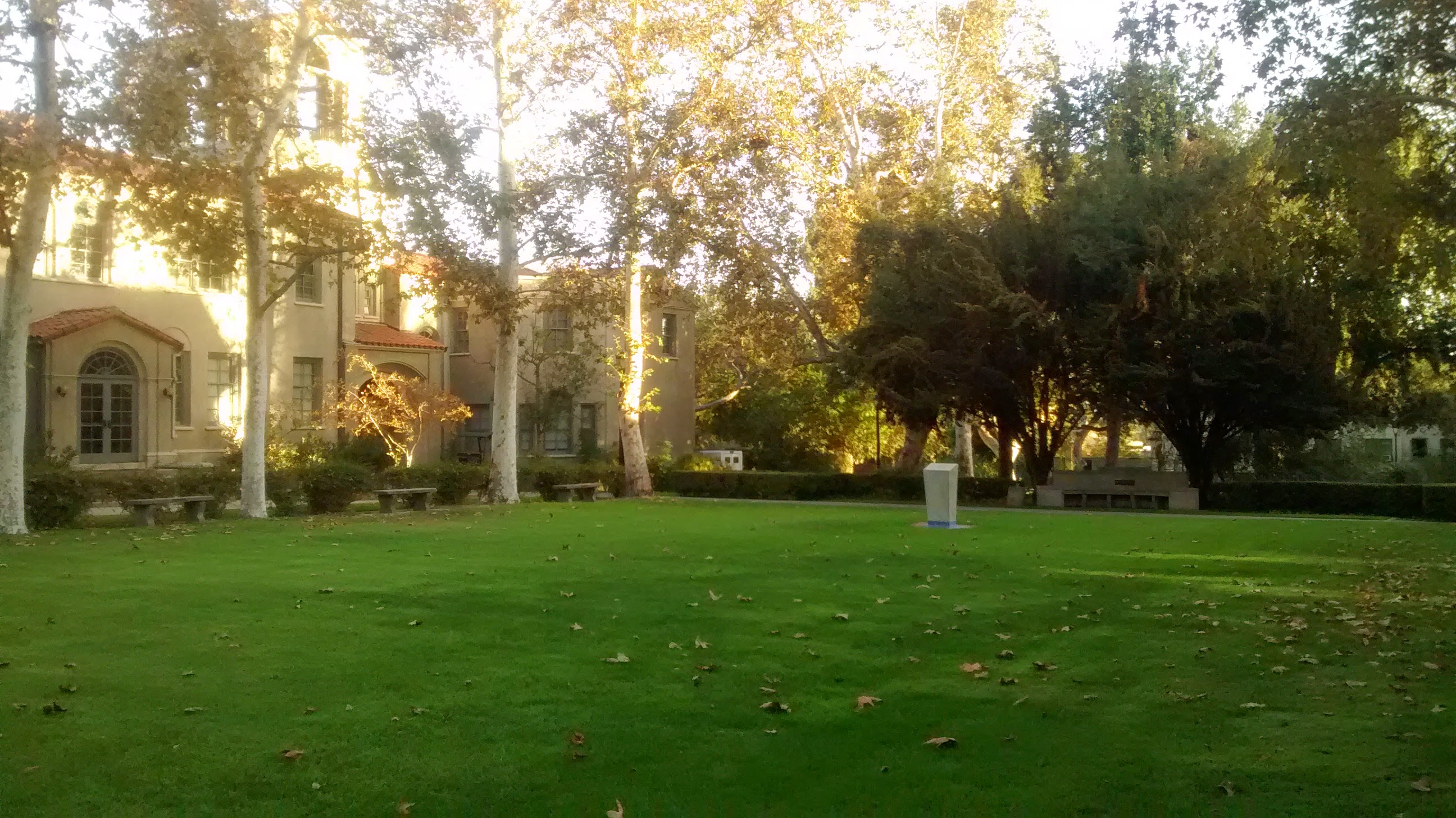
Sumner Hall and Memorial Garden

### 音楽／芸術
- ジョン・ケイジ：作曲家、詩人、前衛芸術家（中退）
- ロバート・ショウ：指揮者、サンディエゴ交響楽団監督、アトランタ交響楽団監督。グラミー賞
- マーク・マロウス：オペラ歌手（バリトン）
- デビッド・マレイ：テナーサックス奏者。グラミー賞
- ロジャー・エドワード・クンツ：画家
- クリス・バーデン：現代美術家
- ピーター・シェルトン：彫刻家
- ジェームス・タレル：現代空間美術家
- マリー・グランプレ：イラストレーター。ハリーポッター全シリーズ表紙装画等
- トィラ・サープ：ダンサー、振付師（トニー賞、エミ―賞を受賞）

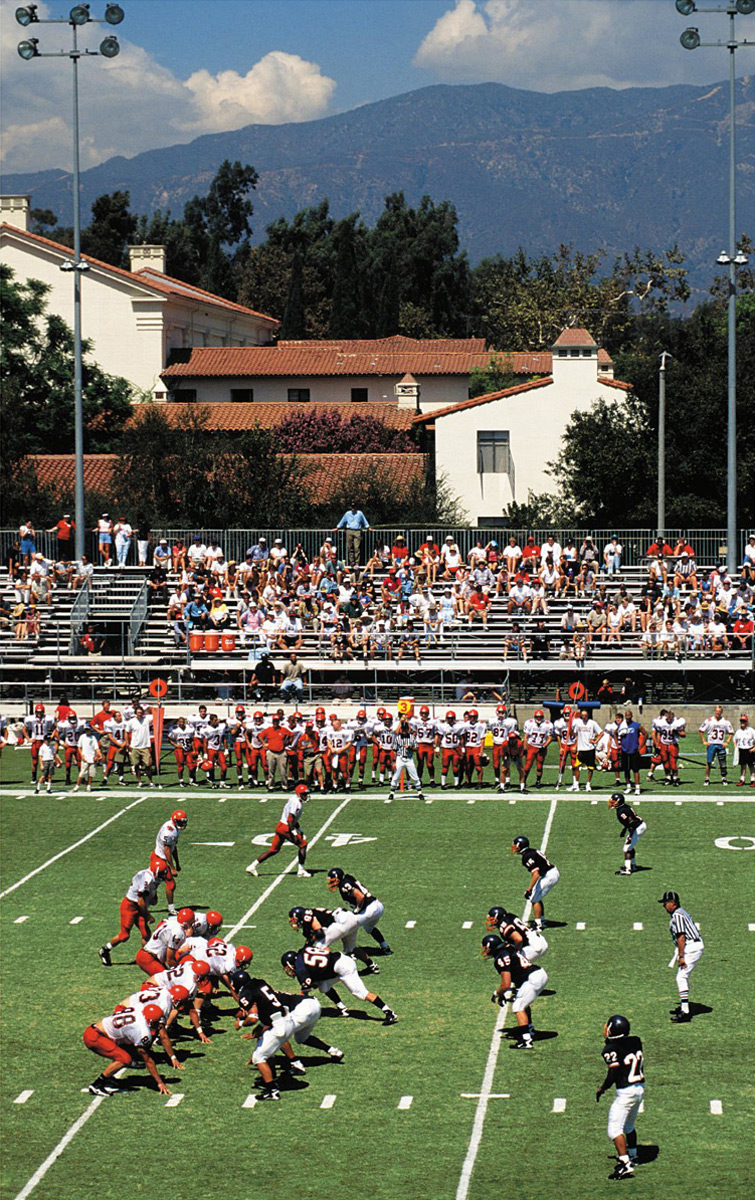
Merritt Field

### アスリート
- マイク・ビューデンホルツァー：NBA サンアントニオ・スパーズ／ミルウォーキー・バックス／アトランタ・ホークスのヘッドコーチを歴任。ポモナ・カレッジ男子バスケット部のコーチも務めた
- ペニー・リー・ディーン：長距離水泳世界記録保持者（1978年イギリス海峡）
- ダーリーン・ハード：テニスプレイヤー（1969年までにテニス世界4大会で優勝・準優勝）
- マーヴィン・ラメノフスキー：水泳選手（東京オリンピック400ｍ自由形で銀メダル）
- ケント・ディカプリオ：日本存在のプロレスラー